# تقارن بازتابی

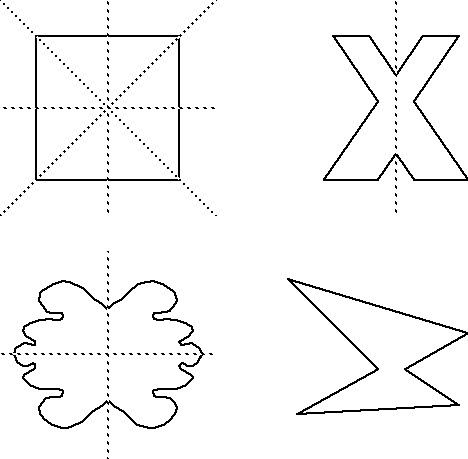
شکل‌هایی با محورهای تقارن کشیده شده‌اند. شکل بدون محور نامتقارن است.

در ریاضیات، تقارن بازتابی (به انگلیسی: Reflection symmetry)، تقارن خطی (به انگلیسی: Line symmetry)، تقارن آینه‌ای (به انگلیسی: Mirror symmetry)، تقارنی نسبت به بازتاب است، یعنی شکلی که با بازتابش تغییر نمی‌کند دارای تقارن بازتابی است.
در مدل دوبعدی یک خط/محور تقارن، در سه‌بعدی یک صفحه تقارن وجود دارد. جسم یا شکلی که از تصویر تبدیل شده آن قابل تشخیص نباشد، متقارن آینه‌ای نامیده می‌شود. در نتیجه، یک خط تقارن شکل را به دو نیم می‌کند و آن دو نیمه باید یکسان باشند.

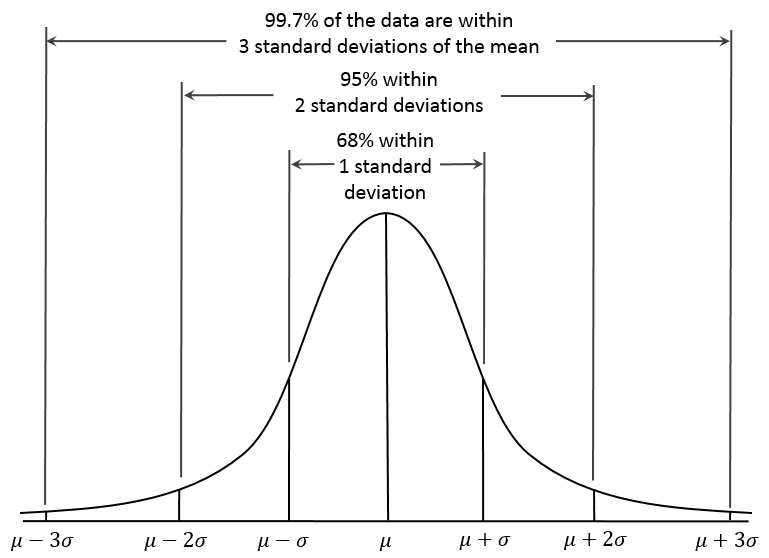
منحنی زنگی توزیع نرمال یک نمونه از تابع متقارن است

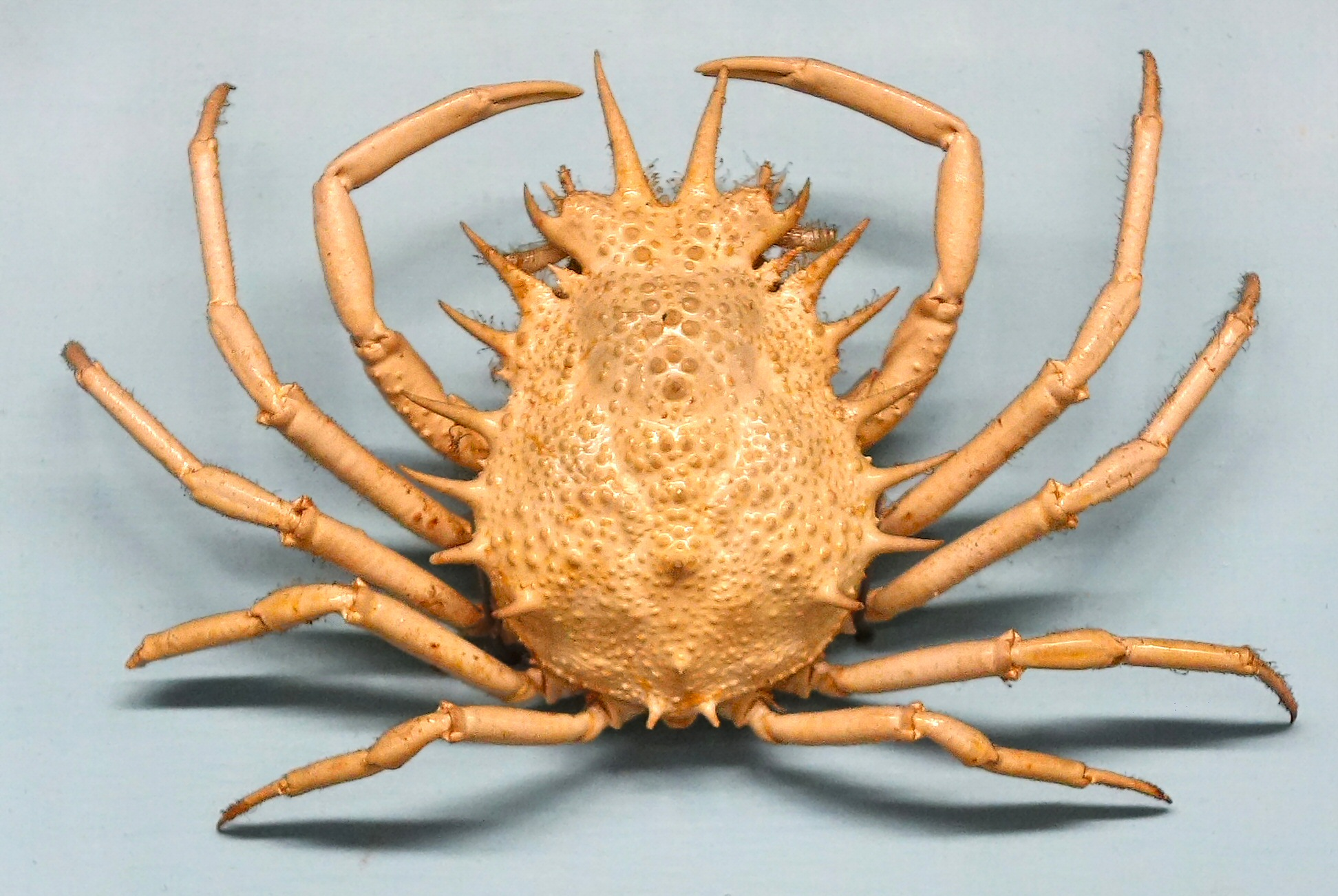
بسیاری از جانوران، مانند این خرچنگ عنکبوتی Maja crispata، به صورت تقارن دوسویه هستند.